# Campionati europei juniores di skeleton 2020
I Campionati europei juniores di skeleton 2020 sono stati terza edizione della rassegna europea juniores, manifestazione organizzata dalla Federazione Internazionale di Bob e Skeleton. Si sono disputati il 25 gennaio 2020 ad Altenberg, in Germania, sulla pista ENSO Eiskanal. Sono stati assegnati i titoli nelle discipline del singolo femminile e maschile alle atlete e agli atleti che non avevano superato i 23 anni di età al 31 marzo 2020.
Come dalla precedente edizione, il campionato si disputò in un unico appuntamento nel formato gara nella gara in concomitanza con l'ultima tappa della Coppa Europa 2019/2020 e le relative graduatorie vennero estratte dalla suddetta gara di Coppa Europa. 
Vincitori dei titoli sono stati la russa Alina Tararyčenkova nel singolo femminile, al suo secondo titolo dopo quello conquistato nell'edizione 2018, e il tedesco Felix Seibel in quello maschile.

## Risultati

### Singolo donne
La gara è stata disputata il 25 gennaio 2020 nell'arco di due manches e hanno preso parte alla competizione 14 atlete in rappresentanza di 7 differenti nazioni.
| Pos. | Atlete              | Nazione  | Tempo   | Distacco |
| ---- | ------------------- | -------- | ------- | -------- |
|      | Alina Tararyčenkova | Russia   | 1'56"56 |          |
|      | Agathe Bessard      | Francia  | 1'56"67 | +0"11    |
|      | Stefanie Votz       | Germania | 1'57"70 | +1"14    |
| 4    | Dārta Zunte         | Lettonia | 1'58"71 | +2"15    |
| 5    | Sarah Wimmer        | Germania | 1'58"75 | +2"19    |
| 5    | Marija Surovceva    | Russia   | 1'58"75 | +2"19    |
| 7    | Endija Tērauda      | Lettonia | 1'59"09 | +2"53    |
| 8    | Hanna Staub         | Germania | 1'59"34 | +2"78    |
| 9    | Julia Simmchen      | Germania | 1'59"43 | +2"87    |
| 10   | Alena Ljutikova     | Russia   | 2'00"30 | +3"74    |

### Singolo  uomini
La gara è stata disputata il 25 gennaio 2020 nell'arco di due manches e hanno preso parte alla competizione 17 atleti in rappresentanza di 9 differenti nazioni.
| Pos. | Atleti               | Nazione     | Tempo   | Distacco |
| ---- | -------------------- | ----------- | ------- | -------- |
|      | Felix Seibel         | Germania    | 1'53"02 |          |
|      | Evgenij Rukosuev     | Russia      | 1'53"15 | +0"13    |
|      | Vladislav Semenov    | Russia      | 1'53"73 | +0"71    |
| 4    | Matt Weston          | Regno Unito | 1'54"27 | +1"25    |
| 5    | Ludwig Mannhardt     | Germania    | 1'54"51 | +1"49    |
| 6    | Cedric Renner        | Germania    | 1'54"63 | +1"61    |
| 7    | Stefan Röttig        | Germania    | 1'54"70 | +1"68    |
| 8    | Krists Netlaus       | Lettonia    | 1'54"74 | +1"72    |
| 9    | Alexander Schlintner | Austria     | 1'54"85 | +1"83    |
| 10   | Dmitrij Gizitdinov   | Russia      | 1'55"64 | +2"62    |

## Medagliere
| Pos.   | Nazione  | Oro | Argento | Bronzo | Totale |
| ------ | -------- | --- | ------- | ------ | ------ |
| 1      | Russia   | 1   | 1       | 1      | 3      |
| 2      | Germania | 1   | 0       | 1      | 2      |
| 3      | Francia  | 0   | 1       | 0      | 1      |
| Totale | Totale   | 2   | 2       | 2      | 6      |